# أنطيوخوس الثامن

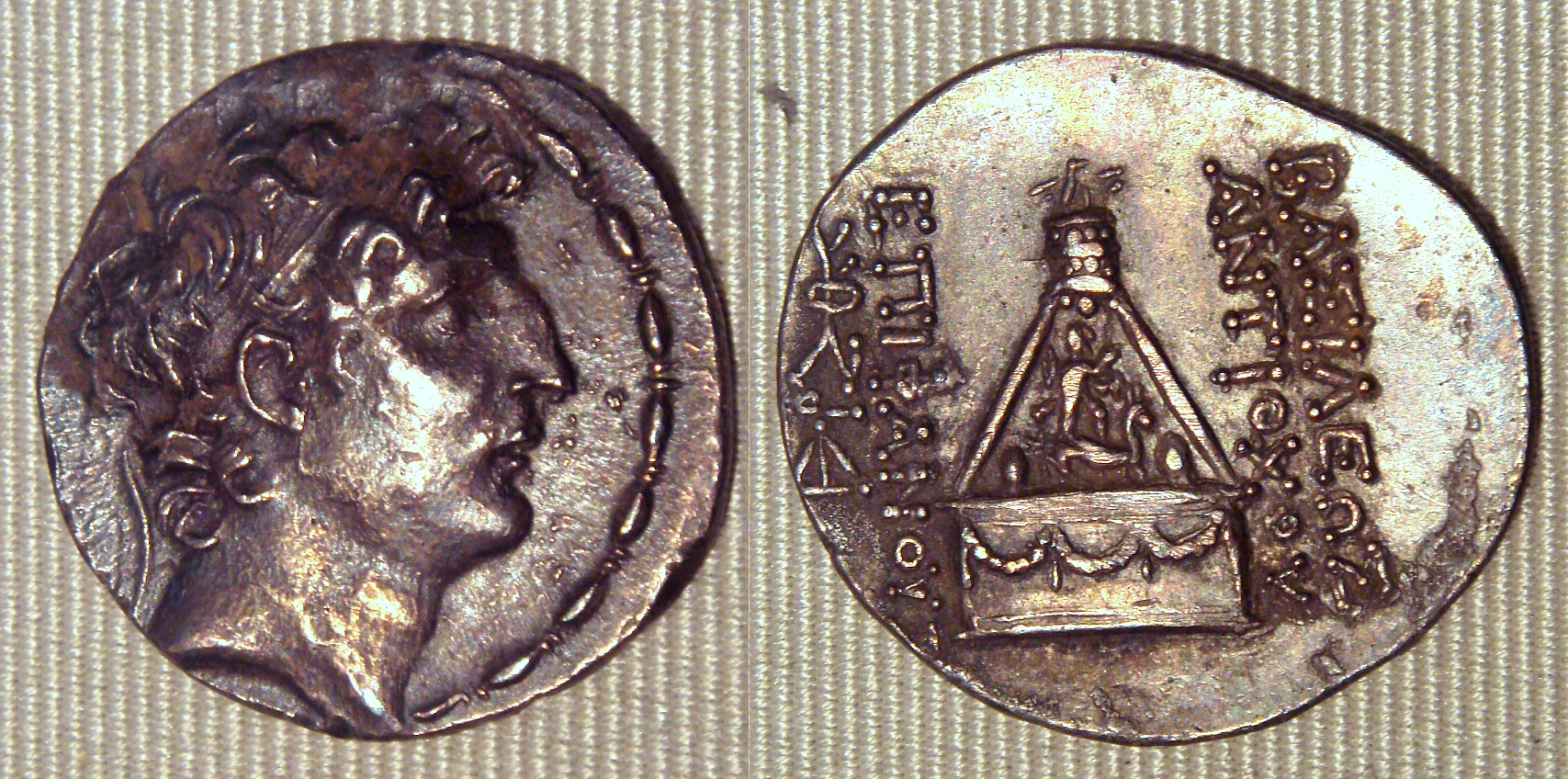
أنطيوخوس الثامن

أنطيوخوس الثامن حكم المملكة السلوقية في 125 ق.م وهو ابن ديمتيريوس الثاني (الفاتح) وكليوباترا ثيا.
وضع على الحكم على يد والدته كليوباترا ثيا عندما كان مراهقاً في 125 ق.م ، تزوج من أميرة بطليمية تريفانا، عندما عاد أخوه أنطيوخوس التاسع من منفاه بدأت الحرب الأهلية وقُسمت سوريا بين الأخوين إلى أن اُغتيل انطيوخوس الثامن على يد وزيره هيراكليون في 96 ق.م